# Free (cigarro)
O Free foi uma marca de cigarros pertencente à BAT Brasil (antiga Souza Cruz), subsidiária da empresa britânica British American Tobacco. A marca foi lançada em 1984. Seus slogans eram: "Free - Uma questão de bom senso." e "Cada um na sua com alguma coisa em comum". Chegou a ser um dos cigarros mais vendidos no Brasil e, segundo dados da empresa, líder no segmento de teores baixos de alcatrão.
 

Se o seu irmão Hollywood foi um ícone cultural dos anos 80, o Free marcou a geração da década de 90. A BAT Brasil substituiu a marca pelos cigarros Kent.

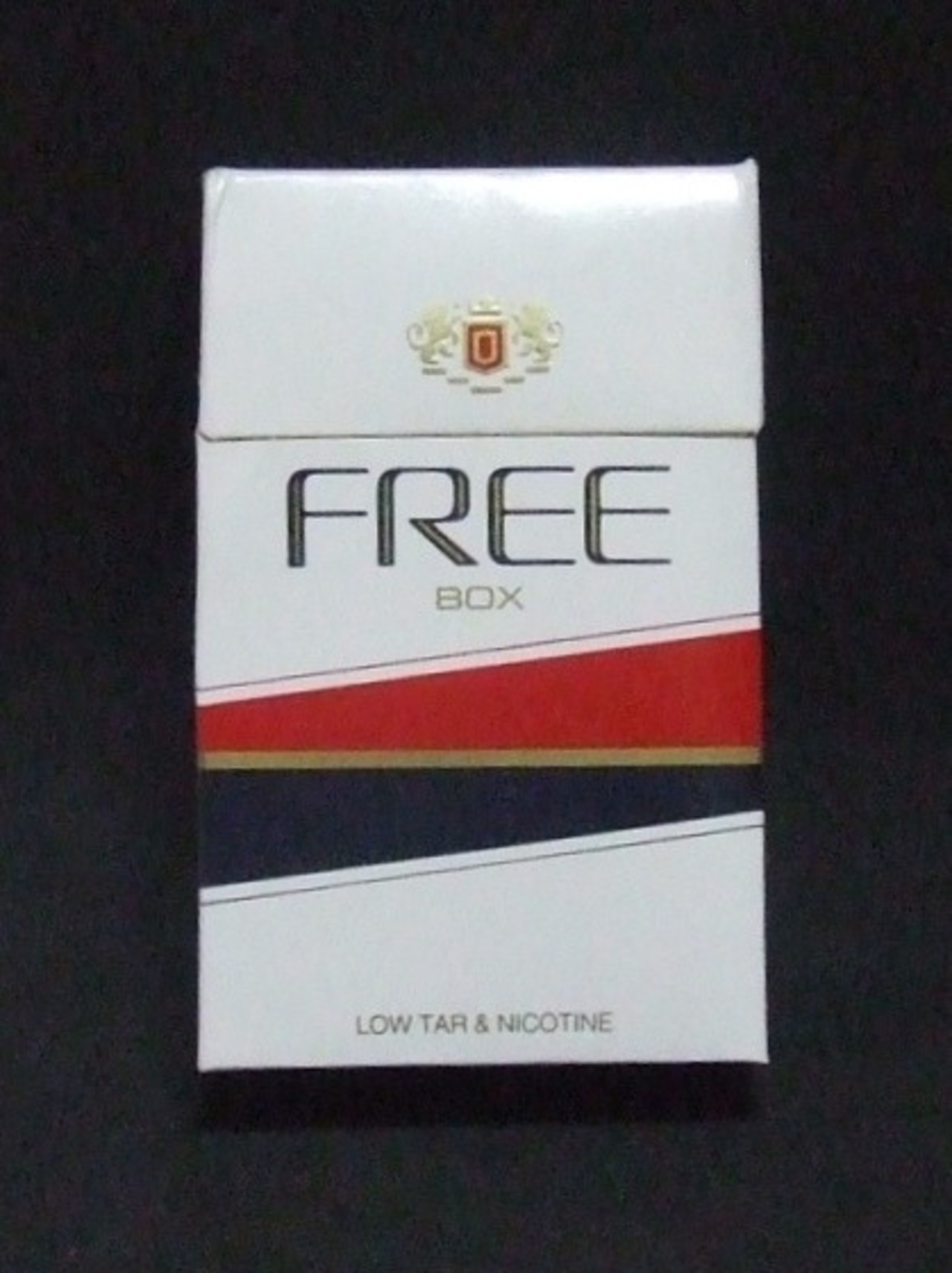
Imagem de cigarro Free Box antes do rebranding

## História
Com o sucesso internacional do cigarro L&M, a marca de baixo teor da Phillip Morris, a Souza Cruz resolveu entrar em um segmento que era pouco explorado pela indústria do tabaco no Brasil: cigarros com baixo teor de alcatrão e nicotina. As primeiras pesquisas foram iniciadas em janeiro de 1983. Em 12 de março de 1984 a Souza Cruz lançou o Free na Região de Campinas, numa campanha de testes com duração prevista para dois meses. Com o Free ultrapassando os resultados previstos, o novo cigarro foi lançado no Rio de Janeiro em 10 de maio de 1984. O lançamento de Free incomodou a Phillip Morris que entrou com um processo no Conselho Nacional de Autorregulamentação Publicitária (Conar) contra a campanha publicitária da Souza Cruz e alegando plágio da embalagem do cigarro Galaxy (lançado pela Phillip Morris no Brasil em 1978). O Conar recusou-se a analisar o caso. Posteriormente a Phillip Morris lançou às pressas a marca Sky em 24 de julho de 1984 para concorrer com o Free no mercado de baixo teor. No final de 1984 a Souza Cruz assumiu a liderança do mercado de cigarros de baixo teor no Brasil, com 52% do mercado enquanto a Phillip Morris sofreu uma queda para 37% e a R. J. Reynolds com 11%. Em 3 de março de 1985 o Free começou a ser distribuído na Região Norte do Brasil.
O lançamento de Free foi acompanhado por uma tendência de crescimento do mercado de cigarros de baixo teor. Em 1980 eles representavam 2,9% das vendas. Cinco anos depois, o mercado havia crescido para 5% das vendas e em 1988 havia a projeção das vendas dos cigarros de baixo teor alcançarem 8% do mercado. Em a Phillip Morris voltou à carga e entrou com uma ação judicial contra a Souza Cruz, afirmando que havia licenciado a marca Free antes da empresa brasileira (visando lançar suas marcas de cigarro Freeport e Freetown no país).
Nos anos 1990 Free foi a terceira marca de cigarros mais lembrada pelo público, de acordo com o Folha Top of Mind, com as duas primeiras (Derby e Hollywood) também de propriedade da Souza Cruz.

### Descontinuação da marca
A BAT Brasil iniciou um processo de migração de marca que já havia sido feito com o extinto Carlton, que aos poucos, virou Dunhill. A marca global da BAT Brasil que sucedeu o Free foi a Kent.
A partir de 2016, os cigarros da marca Free foram sendo progressivamente retirados do mercado pela Souza Cruz. Atualmente não estão mais disponíveis e foram substituídos pelos cigarros da marca Kent.

## Marketing
Assim como o irmão Hollywood, o Free possuía propagandas extremamente elaboradas e que foram internacionalmente premiadas.
O Free foi o responsável por popularizar Joe Satriani no Brasil - sua música Always with me, always with you era a trilha sonora da maioria dos comerciais da marca nos anos 90.
As propagandas costumavam vender a ideia do jovem desapegado, dono de si, que vivia a vida à sua maneira, rodeado de amigos. Seus comerciais traziam discussões filosóficas que interessavam aos jovens, como "a imaginação vale mais que o conhecimento" e "não estou neste planeta a trabalho; estou aqui por puro prazer". Algumas de suas propagandas eram dirigidas por cineastas como Walter Salles e Daniela Thomas, reforçando o pesado investimento que a Souza Cruz fazia em suas publicidades.
O marketing do Free ainda tentava aliar a ideia de liberdade juvenil à de intelectualidade. Os jovens retratados nos comerciais geralmente apareciam fazendo atividades artísticas e intelectuais, como pintura, escrita e música. Reforçando a ideia de jovem intelectualizado, algumas de suas propagandas eram divididas em "atos" - remetendo às óperas. Suas propagandas impressas geralmente utilizavam fontes que remetem à leitura, mais especificamente a escolas literárias modernas, como a de Bukowski.
Em 1990 ocorre a fundação da MTV Brasil, que, devido a seu público diferenciado, transmitia comerciais de marcas que costumeiramente não anunciavam nas outras emissoras. Com a marca do Free, a Souza Cruz tornou-se sua principal anunciante. Em 1991 surge o Multishow, que ao longo dos anos 90 passa a ter a mesma proposta da MTV e também abre seu espaço para o cigarro. 
A lei 9.294/1996 obrigou as emissoras de rádio e TV a só exibirem propagandas de cigarro entre às 21 e 6 horas. Como os slots publicitários do horário nobre já estavam vendidos para os grandes anunciantes, na prática as propagandas de cigarro começariam por volta meia-noite. Desta forma as emissoras de televisão passaram, gradativamente, a não transmitir propagandas de cigarro, já que não era compensatório para a Souza Cruz investir. A exceção era, novamente, a MTV Brasil e o Multishow.

Em 2000 as propagandas são definitivamente proibidas pela lei 10.167/2000.